# Abdelkader Zrouri
Abdelkader Zrouri (Oujda, 20 september 1976), in het Arabisch: عبد القادر الزروري, is een Belgisch-Marokkaans taekwondoka.

## Levensloop
Zrouri groeide op in Oujda, nabij de Algerijnse grens. In 1998 kwam hij naar België om te studeren. 
In 2005 behaalde hij zilver op het Wereldkampioenschap in de klasse +84kg te Madrid. In 2007 behaalde hij brons op het WK te Peking in dezelfde categorie. Daarnaast werd hij in 2010 te Tripoli Afrikaans kampioen in de klasse +87kg. In totaal veroverde hij vijf Afrikaanse titels en werd hij evenveel maal kampioen van de Arabische landen.
Ook nam hij voor Marokko tweemaal deel aan de Olympische Zomerspelen (2004 en 2008).
Zrouri is uitbater van een theehuis in Vorst. Bij de lokale verkiezingen van 2018 was hij aldaar kandidaat op de 'lijst van de burgemeester' van Marc-Jean Ghyssels (PS). Zruri werd niet verkozen.

## Palmares
- Wereldkampioenschap +84kg: 2005
- Wereldkampioenschap +84kg: 2007
- Afrikaans kampioenschap +87kg: 2010